# Apresentação da Noite
Apresentação da Noite é um livro do escritor português Al Berto, publicado em 2006, pela Assírio & Alvim.